# Madrasas in Pakistan

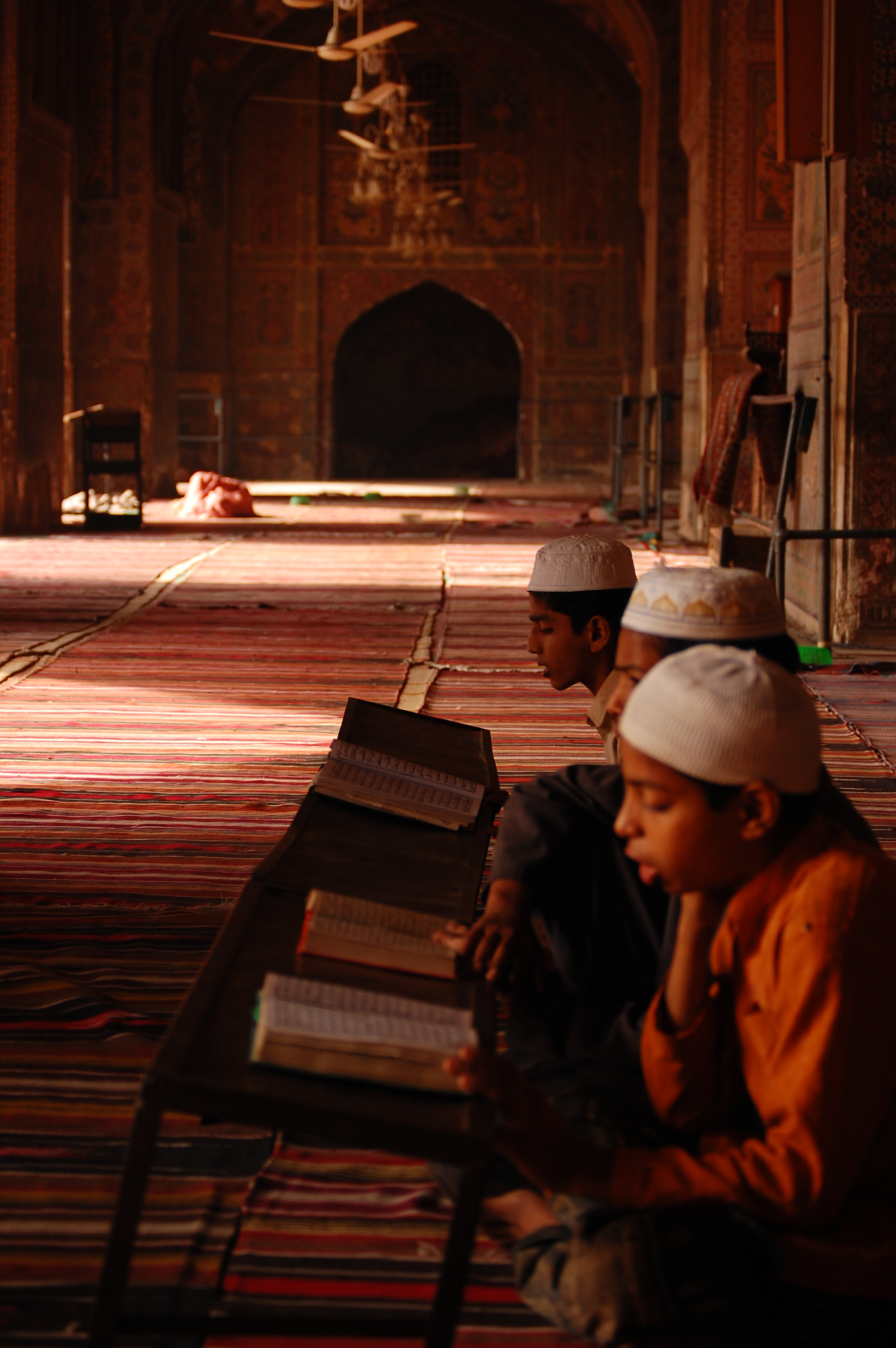
Koranstudium in der Wazir-Khan-Moschee in Lahore

Der folgende Artikel über Madrasas in Pakistan beschreibt die geschichtliche Entwicklung und die gesellschaftliche Rolle der traditionellen islamischen Bildungseinrichtung der Madrasa in Pakistan.
Mit Ausnahme der Provinz Punjab gibt es in Pakistan keine allgemeine Schul- oder Bildungspflicht, oder eine kostenlose Elementarschule. Das chronisch unterfinanzierte öffentliche Bildungswesen des hoch verschuldeten Landes kann der anhaltend stark wachsenden Bevölkerung keinen flächendeckenden Zugang zu Bildung ermöglichen. Das privat, oft von ausländischen Hilfsorganisationen, finanzierte Madrasa-System bleibt für die Mehrzahl der Menschen in Pakistan heute immer noch der einzige Zugang zu Bildung und einem begrenzten sozialen Aufstieg. Vor allem saudi-arabische Hilfsorganisationen nutzen die von ihnen unterhaltenden Madrasas zur Verbreitung der wahhabitischen Lehre, während die schiitischen Madrasas dem Einfluss des Nachbarlandes, der Islamischen Republik Iran, unterliegen. Die fehlende staatliche Aufsicht über die Bildungsinstitutionen und Lehrpläne der Madrasas und die oft unzureichende Qualifikation ihres Lehrpersonals bleiben ebenso problematisch wie die ideologische Indoktrination und die späteren beruflichen Aussichten der Madrasa-Absolventen.
In den 1980er und 1990er Jahren eskalierte in Pakistan die innerislamische Auseinandersetzung zwischen sektiererischen Sunniten und Schiiten. Islamische Organisationen verkörperten dabei die religiös-politischen Fronten und verbreiteten ihre Ideen über die von ihnen unterhaltenen Schulen. Absolventen (Talib) nordpakistanischer Madrasas spielten eine Rolle bei der Errichtung des afghanischen Taliban-Regimes und in der Entwicklung des islamistischen Terrorismus. Unter dem Eindruck des islamistischen Terrors geriet das Bildungssystem der Madrasas in der westlichen Welt generell in Verruf.

## Begriff
Madrasa (arabisch مدرسة ‚Ort des Studiums‘, Plural Madāris, urdu Madaris-e-Deeniya), im Deutschen auch Medresse oder Medrese, ist die Bezeichnung für eine Schule, in der islamische Wissenschaften unterrichtet werden. Madāris stellen seit dem 10. Jahrhundert eine traditionelle Bildungseinrichtung in der gesamten islamischen Welt dar. Zu ihren Unterrichtsfächern gehören die Koranexegese, islamische Rechtswissenschaft (Fiqh) und deren Quellenlehre (Usūl al-fiqh) sowie Hadith-Wissenschaft und arabische Sprachlehre, manchmal auch Logik und Mathematik. Viele Madrasas auf dem indischen Subkontinent folgten traditionell dem Lehrplan des Dars-i Nizami. Heute lernen Schüler einer Madrasa im Lauf der sechsjährigen Grundausbildung Koranabschnitte und die sechs Kalimāt auswendig, es wird Unterricht in Urdu, Persisch, Englisch, den Grundrechenarten sowie den Grundlagen von Geographie und Geschichte erteilt.
Bau und Unterhalt einer Madrasa werden üblicherweise durch eine fromme Stiftung finanziert. Der Stifter hat das Recht, das Lehrprogramm sowie die Anzahl der meist ausschließlich männlichen Studenten, Lehrer und anderen Bediensteten festzulegen. Ein einziger Unterrichtsraum reicht aus, um eine Madrasa zu führen, die Madrasa kann aber selbst Teil eines größeren Baukomplexes mit einer Moschee, Wohnräumen für Lehrer und Studenten, einer Bibliothek und Armenküche sein. Neben Religionsgelehrten (mullah oder mawlawi) bildeten Madāris auch Verwaltungsbeamte, Richter (qādī) und die Lehrer selbst aus. In großen Städten wurden neben den Madāris auch Krankenhäuser (bimaristan) errichtet, die nicht nur der Versorgung der Kranken dienten, sondern auch der praktischen Ausbildung islamischer Ärzte.

## Rolle der Madrasas in Britisch-Indien und Pakistan

### Islamische Reformbewegungen und politischer Islam in Britisch-Indien vor 1947
Im 19. Jahrhundert wurde die intellektuelle Auseinandersetzung mit der britischen Kolonialherrschaft in Indien, insbesondere der Diskurs um einen eigenen unabhängigen islamischen Staat, zu einem großen Teil an den nordindischen Madrasas und von ihren Absolventen ausgetragen. Durch die zu dieser Zeit aufkommenden Massenkommunikationsmittel verbreiteten sich Reformideen in der gesamten islamischen Welt und prägten die Diskussion um den politischen Islam. Es bildeten sich verschiedene Denkrichtungen heraus, die sich zu heute teils großen, übernational agierenden Organisationen entwickelten.
Die islamische Reformbewegung in Indien setzte ein, noch bevor der europäische Einfluss auf dem Subkontinent wirksam wurde: Nach dem Tod des Mogulsultans Aurangzeb (reg. 1658–1707) nahmen muslimische Denker die gefühlte Schwäche des indischen Islams zum Anlass, Reformideen zu entwickeln. Die Lehren des Inders Schāh Walīyullāh ad-Dihlawī (1703–1762), sowie des jemenitischen Reformdenkers Alī aš-Šaukānī prägten im 19. Jahrhundert die Ideologie der Tariqa-yi Muhammadiya. Ein politisches Ziel der Gruppe war die Errichtung eines islamischen Staates in der britisch-indischen Provinz Punjab. 1826 begann unter der Führung Barelwīs der nach dem Vorbild des Propheten Mohammed als Hidschra bezeichnete Auszug der Anhänger der Tariqa-yi Muhammadiya nach Afghanistan. Die Teilnehmer betrachteten sich als Glaubenskämpfer, Mudschahed. 1830 erlangte die Tariqa die Kontrolle über Peschawar. Ihr Heer wurde jedoch 1832 bei Balakot von den Sikh besiegt.
Neben dem gewaltsamen Glaubenskampf setzte die Tariqa-yi Muhammadiya auf die missionarische Tätigkeit. Die Popularisierung des Gedankenguts unter Verwendung der Volkssprache spielte eine wichtige Rolle. Die Gemeinschaft gehörte zu den ersten Bewegungen in der islamischen Welt, die ihre Ideen mit Hilfe des ab dem frühen 19. Jahrhundert in der islamischen Welt aufkommenden Buchdrucks verbreiteten. Dieser, und vor allem das Zeitungswesen, trugen zur massenhaften Verbreitung von Ideen und Informationen bei. Eine rege Pressetätigkeit begann um 1820 in den Urdu sprechenden Regionen Nordindiens.
Eine streng sunnitisch-traditionalistische Denkweise vertritt die Dar ul-Ulum Deoband, neben der Al-Azhar-Universität eine der einflussreichsten islamischen Hochschulen. Seit ihrer Gründung 1866 in der Stadt Deoband im indischen Bundesstaat Uttar Pradesh widmen sich die Deobandi der Wiederbelebung von Gesellschaft und Bildung, aber auch der islamischen Frömmigkeit. Während sie sich ursprünglich für einen ungeteilten indischen Staat einsetzte, entwickelte sich die Schule in späterer Zeit hin zu einer streng islamisch-traditionalistischen Denkweise.
1941 gründete Sayyid Abul Ala Maududi die Jamaat-e-Islami (Urdu: „Islamische Gemeinschaft“). Sie vertritt eine puristische, an der Frühzeit des Islam orientierte Denkweise und wirkt überwiegend durch islamische Erziehungsarbeit an den von ihr unterhaltenen Madrasas. Ebenfalls seit ihrer Gründung im späten 19. Jahrhundert politisch aktiv ist die Barelwī-Bewegung. Diese orthodox-sunnitische Bewegung wurde im späten 19. Jahrhundert von Ahmed Raza Khan (1856–1921) gegründet. Die Bewegung vertritt eine strenge Auslegung der hanafitischen Rechtsschule. 1904 gründete sie ihre erste Madrasa, die Madrasa Manzar-i Islam in Bareilly.
Schon im 19. Jahrhundert versuchte die Gesellschaft der Nadwat al-ʿUlamāʾ, einen Interessenausgleich zwischen den verschiedenen Strömungen herbeizuführen. Heute vertritt die Ittehad Tanzimat Madaris-e-Deeniya („Gesellschaft zur Reform der Madrasas“) die Interessen der bedeutendsten religiös-politischen Gruppierungen Pakistans gegenüber der Zentralregierung.

### Schiitisch-sunnitische Sektenkämpfe in Pakistan in den 1980er und 1990er Jahren
Das „islamische Erwachen“ der letzten beiden Jahrzehnte des 20. Jahrhunderts war in Pakistan geprägt durch gewaltsame Auseinandersetzungen zwischen sunnitischen und schiitischen Parteien. Letztere hatten durch die Islamische Revolution im Iran 1979 an politischem Selbstbewusstsein gewonnen. Ein gewaltsamer Konflikt zwischen Sektierern beider Richtungen brach mit Beginn der Islamisierungspolitik des pakistanischen Präsidenten Mohammed Zia-ul-Haq (reg. 1977–1988) aus. Pakistanische Schiiten organisierten sich in Gruppen wie der Tahrik-i Nifaz-i Fiqh-i Jaʿfariyya, gegründet 1980 von Mufti Jaʿfar Ḥusayn und ʿĀrif Ḥusayn al-Ḥusaynī. Ihr erster öffentlicher Protest richtete sich gegen die Zahlung der für Muslime verpflichtenden religiösen Steuer (Zakāt) an den pakistanischen Staat. Wäre diese Steuer anstelle an die Staatskasse an die religiösen Leiter entrichtet worden, hätten diese über bedeutende finanzielle Mittel verfügen können. Al-Ḥusaynī leitete die Organisation nach Jaʿfar Ḥusayns Tod 1983 bis zu seiner eigenen Ermordung im August 1988. Während seines Studiums bei Ruhollah Chomeini in Nadschaf und bis 1978 in Ghom hatte al-Ḥusaynī gelernt, dass sich religiöse Themen als Mittel eigneten, um politischen Einfluss zu gewinnen. Die Jaʿfariyya berief sich daher in ihren Veröffentlichungen nach iranischem Vorbild auf die Autorität der schiitischen Imame.
Die sunnitischen Mullahs reagierten mit der Bildung einer Reihe eigener militanter Organisationen. Die bekannteste ist die „Sipah-i Sahaba Pakistan“ (wörtl. „Reiter der Prophetengetreuen in Pakistan“), gegründet von Mawlana Haqnawaz Jhangvi (ermordet 1989), einem Absolventen der Dar ul-Ulum Deoband. Die Gruppe rekrutierte sich vor allem aus der städtischen Jugend und fand die Unterstützung der Basarhändler, deren Organisationen häufig zu Protestkundgebungen aufriefen. Nach dem Vorbild der Verfolgung der Ahmadiyya in den 1970er Jahren, die der sunnitischen ʿUlama' einen Weg aufgezeigt hatte, wie mit religiösen Mitteln Politik gemacht werden konnte, forderte die Sipah-i Sahaba Pakistan, die Schiiten als Nichtmuslime bzw. Apostaten auszugrenzen. Diese Maßnahme hätte etwa 15 % der pakistanischen Bevölkerung getroffen. 1994 startete die Organisation eine Kampagne mit Propagandaschriften, in denen sie sich auf die Nachfolge der ersten Prophetengetreuen (Sahāba) berief, um schiitische Lehrmeinungen zu widerlegen und Fatwas zusammenzutragen, die die Schiiten als Ungläubige darstellten.
Ab etwa 1980 gewannen die Madrasas in Pakistan an politischer Bedeutung, weil sie eine immer größere Zahl militanter Absolventen (Mullahs) bereitstellten, die in die gewaltsamen sektiererischen Auseinandersetzungen eingriffen. Die Madrasas trugen maßgeblich zur Politisierung ihrer Studenten bei, und steuerten den politischen Islam ins Sektierertum. Während der zweiten Hälfte der 1990er Jahre geriet Afghanistan unter die Herrschaft sektiererischer afghanischer und pakistanischer Madrasa-Absolventen, die sich nach dem persischen Begriff für „Schüler“ Taliban nannten.

## Bedeutung

### Bevölkerungswachstum, Armut, Bildungsmangel

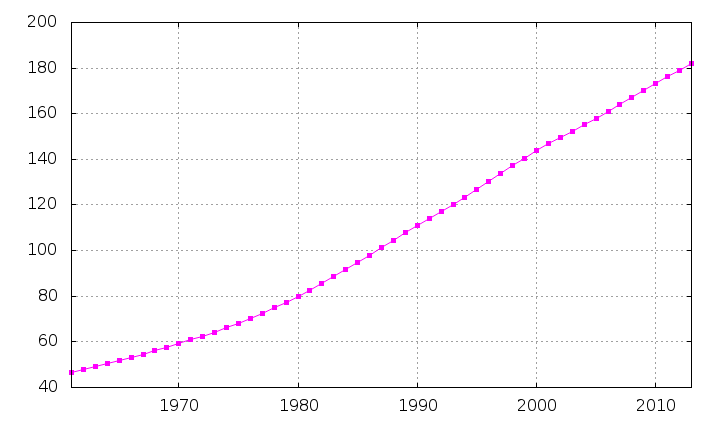
Bevölkerungsentwicklung Pakistans in seinen heutigen Grenzen 1961 bis 2003 (Einwohnerzahl in Millionen)

Alphabetisierungsraten Pakistans, 1951–2015

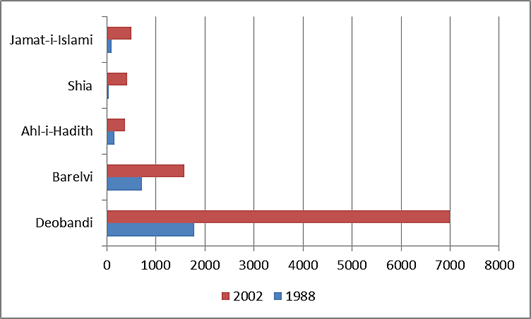
Madrasas in Pakistan 1988 und 2002

Die Bevölkerungsentwicklung Pakistans ist seit der Landesgründung durch ein anhaltendes starkes Wachstum gekennzeichnet. Von rund 46 Millionen Einwohnern im Jahr 1969 stieg die Bevölkerungszahl bis zum Jahr 2003 auf 148,5 Millionen an; nur rund 5 % der Einwohner leben in Städten. Unter den Ländern der Organisation für Islamische Zusammenarbeit gehören Pakistan und Bangladesch nach Statistiken der Weltbank zu den Ländern mit der höchsten Verschuldung und dem geringsten Bildungsgrad. Noch im Jahr 2000 hatten in Pakistan nicht alle Kinder Zugang zu Elementarschulen: 1960 besuchten nur 30 % der Kinder Elementarschulen und 11 % weiterführende Schulen. Der Anteil war im Jahr 2000 nur auf 69 und 24 % angestiegen. Der enorme absolute Anstieg der Bevölkerungszahl führte dennoch zu Lehrermangel und zu einer drastischen Verschlechterung der Ausbildungsqualität.
In dieser Situation versagte das unterfinanzierte staatliche Bildungswesen. Noch im Jahr 2005/06 wurden lediglich 2,1 Prozent des Bruttoinlandsproduktes für Bildungszwecke ausgegeben. Bis heute gibt es keine allgemeine Schul- oder Bildungspflicht. Lediglich in der Provinz Punjab ist der Besuch einer Grundschule seit 1994 gesetzlich vorgeschrieben, erst seit 2014 ist der Schulbesuch dort auch unentgeltlich.
Gegenüber den staatlichen Schulen nahm die Zahl der – oftmals von anderen Ländern finanzierten – nicht-offiziellen Schulen zu. Durch die Islamisierungspolitik des pakistanischen Präsidenten Zia-ul-Haq gewann der in diesen Madrasas gelehrte Islam in den 1980er Jahren an politischer Bedeutung. Zwischen 1980 und 1995 hatte sich die Zahl der Madrasas mehr als verdoppelt, die Anzahl der Seminaristen (taliban) hatte sich um ein Vielfaches vermehrt. 1976 hatte die Jamaat-e-Islami ihre erste Madrasa in Lahore eröffnet, 1990 unterhielt sie schon 75. Nach David Commins war die Gesamtzahl der Madrasas von etwa 900 im Jahr 1971 auf über 8000 offiziell anerkannte und weitere 25.000 inoffizielle im Jahr 1988 angestiegen. Im Jahr 2002 besaß das Land nach Candland 10–13.000 nicht offiziell registrierte Madrasas mit geschätzten 1,7 bis 1,9 Millionen Studenten. Insbesondere die von der Dar ul-Ulum Deoband – mit der Unterstützung Saudi-Arabischer Hilfsorganisationen – unterhaltenen Madrasas führten zu einer massiven Zunahme religiös geprägter Schulen. Mangels qualifizierter Lehrkräfte verschlechterte sich gleichzeitig die Qualität des Unterrichts. Paschtunische Stammeswerte hätten sich mit der strengen Islamauslegung der Deobandis vermischt, nach Commins stellt dies das Markenzeichen der Taliban-Ideologie dar.

### Fehlende Alternativen
Unter den Bedingungen nahezu allgemeiner Armut stellen Madrasas die einzige realistische Möglichkeit für die Mehrheit der pakistanischen Familien dar, ihren Söhnen und Töchter eine Erziehung zukommen zu lassen. Sadakat Kadri stellte fest, dass „ohne einen Marshallplan für die Bildung die Hoffnung auf einen lesekundigen Ernährer die einzige Hoffnung auf eine bessere Zukunft darstellt, die Millionen Familien bleibt.“ Die Madrasas brächten für Pakistanis der unteren Mittelklasse „Zuflucht vor dem gesellschaftlichen Sturm ... und Kameradschaft anstelle Chaos.“

### Radikalisierung
Im Jahr 2008 veröffentlichte WikiLeaks einen Bericht der US-Botschaft in Pakistan aus der Public Library of US Diplomacy, wonach die von Saudi-Arabien finanzierten Madrasas dem „religiösen Radikalismus“ in „ehemals gemäßigten Regionen Pakistans Vorschub leisteten, da Kinder aus armen Familien zu isolierten Madrasas geschickt würden, und, kaum dort eingetroffen, für „Märtyreraktionen“ rekrutiert würden.“

### Unzureichende staatliche Kontrolle
Nach den Terroranschlägen am 11. September 2001 übte die US-Regierung Druck auf den früheren pakistanischen Präsidenten Pervez Musharraf aus, das Problem der Madrasas zu lösen. Musharraf versuchte, wenigstens in Ansätzen eine gesetzliche Kontrolle einzuführen. Ein Gesetz von 2001 sah die Gründung staatlich kontrollierter Madrasas (Dini Madaris) vor. Ein weiteres von 2002 regelte ihre Zulassung und Kontrolle durch das Pakistan Madrasah Education Board. Einzelne religiöse Einrichtungen beantragten daraufhin tatsächlich eine Zulassung bei dieser Behörde. Die zweite gesetzliche Maßnahme konnte bei den Madrasas nicht durchgesetzt werden. Immerhin gelang es der Regierung, den Zugang ausländischer Studenten zum System der Madrasas zu beschränken.
Die Ittehad Tanzimat Madaris-e-Deeniya, ein Zusammenschluss von religiösen Organisationen in Pakistan, vertritt unter anderem die Dar ul-Ulum Deoband, die Barelwī-Bewegung, Ahl-i Hadīth, schiitische Organisationen sowie die Jamaat-e-Islami Pakistan. Im Juli 2016 berichtete die pakistanische Zeitung Daily Times, dass der pakistanische Bildungsminister Bligh ur-Rahman sich mit Repräsentanten dieser Institution getroffen habe, um die Durchsetzung eines einheitlichen landesweiten Lehrplans für die Madrasas zu diskutieren. Bei diesen Gesprächen habe die Ittehad Tanzimat zugestimmt, kollektiv den Lehrplan des Federal Board of Intermediate and Secondary Education (FBISE) für Elementar- und Mittelschulen einzuführen. Sie wolle jedoch ein eigenes Aufsichtsgremium nach staatlichem Vorbild einrichten, und ermutige die Provinzregierungen, nach dem Vorbild der zentralen Behörde den Koranunterricht allgemein verpflichtend zu machen.